# Olevsk (huyện)
Huyện Olevsk (tiếng Ukraina: Олевський район, chuyển tự: Olevsks’kyi raion) là một huyện của tỉnh Zhytomyr thuộc Ukraina. Huyện Olevsk có diện tích 2248 kilômét vuông, dân số theo điều tra dân số ngày 5 tháng 12 năm 2001 là 46883 người với mật độ 21 người/km2. Trung tâm huyện nằm ở Olevsk.